# Ezhumalai
Ezhumalai es una drama de acción en lengua tamil de la India de 2002 dirigido por Arjun, que también fue el personaje titular. También cuenta con Simran, Gajala y Mumtaj como protagonistas femeninas, mientras que Vijayakumar y Ashish Vidhyarthi desempeñan papeles secundarios. Esta película es el remake tamil del éxito de taquilla télugu Narasimha Naidu (2001), protagonizado por Balakrishna. A pesar del lanzamiento de la película original, esta película fue posteriormente doblada en télugu de nuevo como Simha Baludu.  A pesar de las críticas mixtas, la película fue un éxito comercial y completó una carrera de 100 días en la taquilla. 

## Trama
Ezhumalai (Arjun) lleva una vida pacífica como maestro de baile en el pueblo. Anjali (Gajala) se enamora de él antes de saber que tiene un hijo y que su esposa Lakshmi (Simran) ha muerto. Ella desea casarse con él pero se enfrenta a la competencia de la hermana de Lakshmi, Sandhya (Mumtaj), que también desea casarse con él. Anjali es la hija de Nagalingam (Ashish Vidyarthi), que es de un pueblo vecino. Cuando le revela este hecho a Ezhumalai, se entera de que él y su padre son enemigos jurados y que su padre mató a Lakshmi. 

## Reparto
- Arjun como Ezhumalai.
- Simran como Lakshmi.
- Gajala como Anjali Nagalingam.
- Mumtaj como Sandhya, la hermana de Lakshmi.
- Vijayakumar como Venkatachalam.
- Ashish Vidhyarthi como Nagalingam, el padre de Anjali.
- Gowtham Sundararajan como el hermano mayor de Ezhumalai.
- Thyagu como el hermano mayor de Ezhumalai.
- Sathyapriya como la hermana de Nagalingam.
- Venniradai Moorthy como el agente matrimonial.
- Chandrasekhar
- Anandaraj
- Charle
- Vaiyapuri
- Besant Ravi

## Banda sonora
Las canciones son de Mani Sharma, con letras escritas por Vaali y Thamarai.
| No. | Canción         | Cantantes                          | Letra    | Duración (m:ss) | Notas                                             |
| 1   | Chillendru      | S.P. Balasubrahmanyam, Sujatha     | Vaali    | 05:21           |                                                   |
| 2   | Ella Malaiyilum | Karthik, K.S. Chithra              | Vaali    | 05:28           | Reutilizó "Ninna Kutesinaddhi" de Narasimha Naidu |
| 3   | Lux Papa        | S.P. Balasubrahmanyam, Swarnalatha | Vaali    | 05:07           | Reutilizó "Lux papa" de Narasimha Naidu           |
| 4 4 | Maina Kunjo     | Shankar Mahadevan, Sujatha         | Vaali    | 04:23           | Reutilizó "Abba Abba" de Narasimha Naidu          |
| 5 5 | Un Punnagai     | Mallikarjun, Harini                | Thamarai | 04:34           | Reutilizó "Nee Navvula" de Aadi                   |

## Recepción de la crítica
Thiraipadam escribió que la película "en sí misma es un antiguo cuento de venganza que no ofrece nada nuevo y por lo tanto, los procedimientos son predecibles, la mayoría de las veces". The Hindu escribió "El guión es de Arjun. También lo es la dirección. Y el héroe de acción emociona a sus fans con muchas acrobacias. Sin embargo, las peleas solas, aunque estén bien coreografiadas, no pueden hacer que una película se pueda ver. Necesitas una historia bien narrada, algo que le falte a "Ezhumalai". La mayoría de las veces la acción espera sin razón y parece no necesitar lógica". Sify escribió que "la película se dirige estrictamente a los espectadores".